# Abbaye de Vaux-la-Douce
L'abbaye de Vaux-la-Douce est une ancienne abbaye cistercienne située dans la Haute-Marne, sur la commune de Voisey. Fondée en 1111 par des Augustiniens, elle devient abbaye cistercienne un demi-siècle plus tard et dure ensuite jusqu'à la Révolution.

## Situation
L'abbaye de Vaux-la-Douce est située dans le hameau éponyme, doté d'une mairie annexe, au cœur d'un petit vallon ; ce vallon est parcouru par le ruisseau de Vau, petit affluent de l'Amance. Le vallon est assez encaissé, avec un fond (correspondant à l'emplacement de l'abbaye) à 265 mètres d'altitude alors que les sommets culminent à plus de trois cent cinquante mètres (quatre cents  côté nord). Le hameau, bien que situé sur le ban communal de Voisey, est beaucoup plus proche de Guyonvelle (deux kilomètres) que du village de Voisey (cinq kilomètres). Les pentes et les crêtes sont très boisés, accueillant le bois de Chézeaux, alors que les fonds de vallée sont défrichés et mis en culture.

## Histoire

### Fondation de chanoines
En 1111 est fondé un établissement de chanoines réguliers nommé grangia de Vallibus ; il est mentionné dans un document datant de 1140.

### Reprise cistercienne
Entre 1138 et 1154, cet établissement est donné par l'évêque de Langres, Geoffroy de La Roche-Vanneau, aux moines cisterciens de Clairefontaine pour qu'ils prennent la suite des chanoines. Entre 1165 et 1172, la date la plus probable étant le 19 juillet 1168. D'autres sources plus anciennes indiquent une érection en abbaye en 1152 par le doyen de la cathédrale de Langres, Manassès de Vergy, et peut-être avec le soutien d'Adélaïde de Louvain, femme de Simon 1er et duchesse de Lorraine, qui devient elle-même cistercienne à l'abbaye de Tart après la mort de son mari, l'établissement initial (grange ou prieuré) est érigé en abbaye.

### Au Moyen Âge
Peu de documents nous sont parvenus concernant cette abbaye ; le plus notable est une charte non datée rédigée par Geoffroy de La Roche-Vanneau, approuvant deux donations ; probablement la charte de fondation, car, dès 1153, à la mort de Bernard de Clairvaux, à qui il était apparenté, l'évêque affligé se retire à Clairvaux.

### AuXVIIIesiècle
Comme de nombreuses abbayes françaises, celle de Vaux-la-Douce connaît un regain de prospérité, sinon spirituelle, du moins matérielle, au cours du XVIIIe siècle. L'inventaire réalisé en 1790 montre en effet la présence de nombreux tableaux de grande taille, d'un orgue important, de stalles monumentales. Par ailleurs, l'abbé Pierre de Champignelles, commendataire de 1709 à 1739, fait construire autour de 1720 l'église paroissiale Saint-Barthélémy de Voisey.